# Свириденко, Дмитрий Викторович
Дмитрий Викторович Свириденко  (бел. Дзмітрый Віктаравіч Свірыдзенка; род. 20 августа 1997, Гомель) — белорусский футболист, выступавший на позиции полузащитника.

## Карьера
Воспитанник футбольного клуба «Гомель». В 2015 году сыграл свой первый и единственный матч за клуб в Высшей Лиге против брестского «Динамо», выйдя на замену на 88 минуте. По окончании сезона покинул клуб. В 2016 году перешёл в гомельский «Локомотив». Дебютировал за клуб 16 апреля 2016 года в матче против «Слонима». Дебютный гол за клуб забил 30 апреля 2016 года в матче против «Смолевичей». Закрепился в основной команде клуба, став одним из ключевых игроков стартового состава. В дебютной сезоне провёл за клуб 25 матчей, в которых отличился 2 голами. В период с 2017 по 2018 года оставался одним из основных игроков клуба. В матче 19 сентября 2018 года против «Чисти» отличился 2 забитыми голами, записав на свой счёт первый дубль в карьере. В сезоне 2019 года потерял место в стартовом составе, в большинстве матчей выходя на поле со скамейки запасных. В 2020 году снова закрепился в стартовом составе клуба. В 2021 году начинал сезон с клубом, однако вскоре покинул его в связи со службой в армии.
В июле 2022 года, вернувшись из армии, снова присоединился к гомельскому клубу, подписав контракт до конца сезона. Первый матч сыграл 14 августа 2022 года против «Орши», выйдя на замену на 86 минуте. Первый свой гол забил 16 октября 2022 года против «Барановичей». В сезоне вышел на поле в 7 матчах, оставаясь игроком замены, отличившись единственным забитым голом. В январе 2023 года футболист покинул клуб по окончании срока действия контракта.